# Klippern

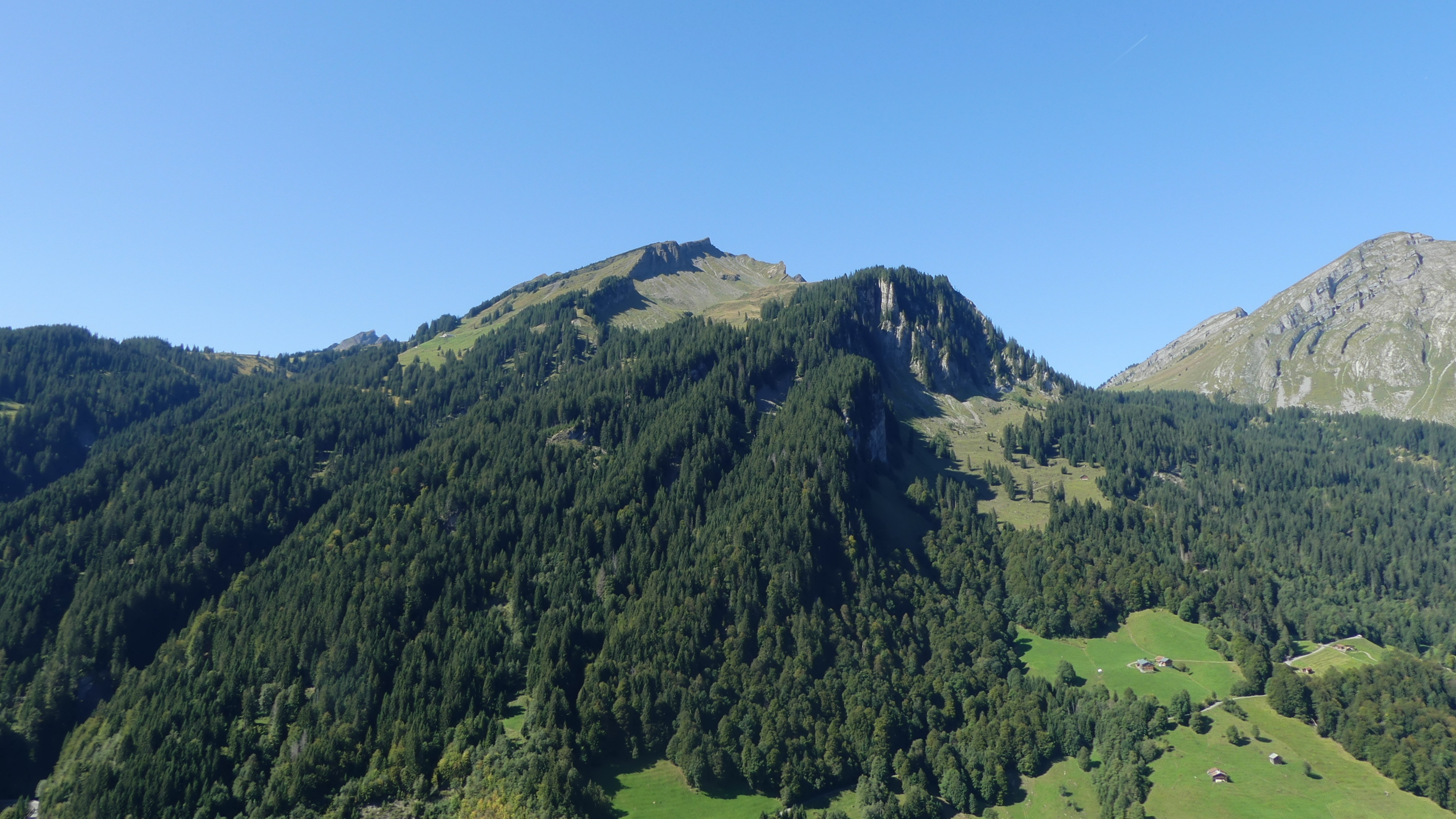
Klippern vom Argenvorsäß

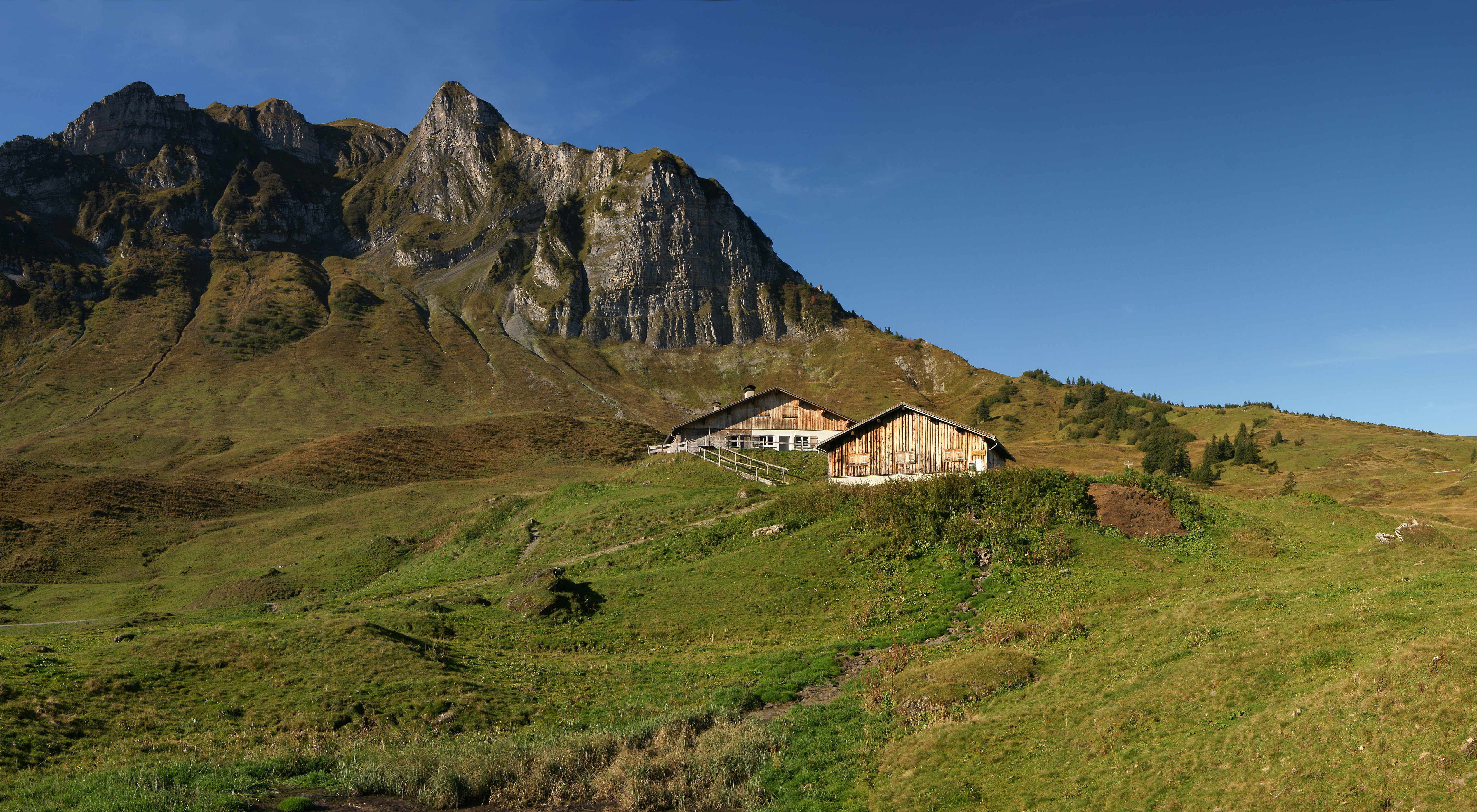
Klippern, Obere Alpe, Wurzacher Sattel ganz rechts

Die Klippern sind ein Berg im österreichischen Bundesland Vorarlberg.

## Lage
Die Klippern liegen im Bregenzerwald, an der Grenze zwischen den Gemeinden Au und Mellau, in den Damülser Bergen, einer Untergruppe des Bregenzerwaldgebirges. Nördlich liegt die Holenke (Kanisfluh), nach Westen zieht eine Bergkette über Glungern und Wannenkopf zur Damülser Mittagspitze.

## Beschreibung
Vom Gipfel weg gibt es drei felsige Grate nach Südwesten, nach Norden und nach Südosten. Die Abhänge sind steil und felsig, teilweise senkrecht abfallend. Nur auf der Südseite befindet sich ein Grashang.

## Umgebung
Nördlich liegt zwischen den Klippern und der Kanisfluh der Wurzacher Sattel, auch Wurzacher Eck oder Öberle genannt. Hier befinden sich die Kanis Alpe, die Wurzacher Alpe und die Obere Alpe, alle im Gemeindegebiet von Mellau. Am Südhang liegt die Mittelargenalpe.

## Freizeit
Offizielle Wanderwege führen nicht auf die Klippern. Der Aufstieg  ist aber möglich, weglos, unmarkiert und über Grashänge. Bei Nässe besteht hohe Rutschgefahr. Daher wird der Berg im Sommer wenig begangen. Im Winter sind die Klippern ein beliebtes Ziel für Schitourengeher.

## Großraumbiotop Hochblanken-Wanna-Klippern
Die Nordflanke gehört zum Großraumbiotop Hochblanken-Wanna-Klippern. Es handelt sich um eine über fünf Kilometer lange Felsstufe aus Kalkgestein mit Felsbiotopen, alpinen Rasenbiotopen und Hochstaudenbiotopen. Für viele Wildtiere ist hier einer der wenigen ungestörten Rückzugsräume.